# Klčov
Klčov (bis 1948 slowakisch „Kolčov“ – bis 1927 „Kolčov-Končany“; deutsch Koltsch oder Koltsch-Kontschan, ungarisch Kolcsó – 1900–1907 Kolcsókoncsán) ist eine Gemeinde im Osten der Slowakei mit 665 Einwohnern (Stand 31. Dezember 2024) und gehört zum Okres Levoča, einem Kreis des Prešovský kraj sowie zur traditionellen Landschaft Zips.

## Geografie
Die Gemeinde befindet sich am Übergang von den Vorbergen der Leutschauer Berge in den Talkessel Hornádska kotlina. Durch Klčov fließt der Havadlenec, der zum Flusssystem Hornád gehört. Das Ortszentrum liegt auf einer Höhe von 493 m n.m. und ist sieben Kilometer von Spišské Podhradie sowie acht Kilometer von Levoča entfernt.
Nachbargemeinden sind Uloža im Norden, auf einem kurzen Stück Jablonov im Nordosten, Nemešany im Osten, Buglovce im Südosten, Domaňovce im Süden, Spišský Hrhov im Westen und Doľany im Nordwesten.

## Geschichte
Klčov wurde zum ersten Mal 1258 als villa Kulchuan schriftlich erwähnt, der Name wurde wahrscheinlich vom slawischen / slowakischen Wort klčovať, auf Deutsch „roden“, abgeleitet. Noch im 13. Jahrhundert losten sich die heutigen Orte Doľany und Roškovce (heute zu Doľany gehörend) aus. Ansonsten war Klčov im Laufe der Geschichte ein kleines bis mittelgroßes landwirtschaftliches Dorf, das im 14. Jahrhundert zum Gut des Karthäuser-Klosters am Zufluchtsfelsen im heute so bezeichneten Slowakischen Paradies gehörte, ehe der Besitz im 16. Jahrhundert zum Zipser Kapitel wechselte.
1787 zählte man 36 Häuser und 238 Einwohner und 1828 49 Häuser und 365 Einwohner. 1900 kam der Ort Končany (deutsch Kontschan, ungarisch Koncsán) zur Gemeinde, die einige Jahre danach einen Doppelnamen trug. 1914 fiel ein Teil des Dorfes einem Brand zum Opfer, wurde aber nach dem Ersten Weltkrieg wieder aufgebaut.
Bis 1918 gehörte der im Komitat Zips liegende Ort zum Königreich Ungarn und kam danach zur Tschechoslowakei beziehungsweise heute Slowakei.

## Bevölkerung
| Jahr                | 1994 | 2004    | 2014     | 2024    |
| ------------------- | ---- | ------- | -------- | ------- |
| Anzahl der Personen | 530  | 563     | 636      | 665     |
| Unterschied         |      | +6,22 % | +12,96 % | +4,55 % |

| Jahr                | 2023 | 2024    |
| ------------------- | ---- | ------- |
| Anzahl der Personen | 653  | 665     |
| Unterschied         |      | +1,83 % |

Gemäß der Volkszählung 2011 wohnten in Klčov 597 Einwohner, davon 579 Slowaken, sechs Roma und ein Tscheche. Elf Einwohner machten keine Angabe. 572 Einwohner bekannten sich zur römisch-katholischen Kirche und vier Einwohner zur evangelischen Kirche A. B. Sieben Einwohner waren konfessionslos und bei 14 Einwohnern wurde die Konfession nicht ermittelt.
Ergebnisse nach der Volkszählung 2001 (564 Einwohner):
| Nach Ethnie: - 99,29 % Slowaken - 0,53 % Tschechen - 0,18 % Ukrainer | Nach Konfession: - 98,05 % römisch-katholisch - 0,71 % evangelisch - 0,71 % konfessionslos - 0,35 % griechisch-katholisch - 0,18 % tschechoslowakisch-hussitisch |

## Bauwerke
- römisch-katholische Mariä-Geburt-Kirche aus den Jahren 1808–09, der Turm wurde erst 1890 gebaut. Im Inneren kann man Teile einer älteren Kirche in der Form eines spätgotischen Flügelaltars sowie Renaissance- und barocken Ausstattung finden.